# Suc pancréatique

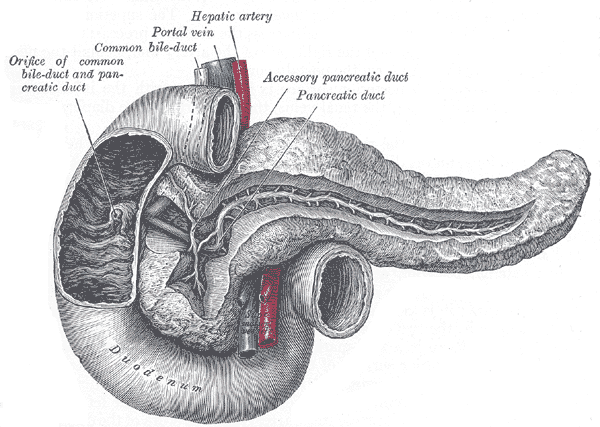

Le suc pancréatique est un liquide biologique sécrété par le pancréas exocrine dans la lumière digestive.
C'est le suc le plus complet.
Il est composé de deux constituants principaux :
- des bicarbonates, sels dont la teneur élevée rend le suc alcalin, c'est-à-dire élève le pH ;
- des enzymes protéolytiques (trypsine, chymotrypsine, carboxypeptidases) qui hydrolysent les protéines ;
- des enzymes glycolytiques (α-amylase qui découpe l'amidon des végétaux) qui hydrolysent les sucres ;
- des enzymes lipolytiques (lipase) qui hydrolysent les triglycérides, les diglycérides et les monoglycérides.